# Paus Felix I
Felix I (Rome, geboortedatum onbekend - aldaar, 30 december 274) was de 26e paus van de Katholieke Kerk. Zijn pontificaat kenmerkt zich door verdere vormgeving van de mis en het evangelie. Hij stelde bijvoorbeeld dat Christus twee personen in één is, namelijk God én mens tegelijk. Tevens stelde hij de heilige drie-eenheid in. Ook stond hij toe dat martelaren onder het altaar begraven werden en dat missen op de graven werden opgedragen, iets wat al geruime tijd officieus toegestaan werd. Zijn naam betekent de gelukkige.
Door te ijveren voor de gelovigen die onder keizer Aurelianus vervolgd werden, kwam Felix I uiteindelijk zelf ook om het leven. Hij wordt daarom als martelaar en heilige vereerd. Zijn feestdag is 30 december. In de Catacombe van Sint-Calixtus, waar hij begraven ligt, wordt hij herdacht als een paus die “ijverig in het evangelisatiewerk” was.
Cursief: tegenpaus